# 狭叶鸢尾兰
狭叶鸢尾兰（学名：Oberonia caulescens），又称二裂唇莪白蘭，为兰科鸢尾兰属下的一个种。

## 扩展阅读
- 维基共享资源上的相關多媒體資源：狭叶鸢尾兰
- 維基物種上的相關：狭叶鸢尾兰